# سیراکوو (استان اشوی‌داشکسیه)
سیراکوو (به لهستانی: Sieraków) یک منطقهٔ مسکونی در لهستان است که در گمینا دالشتسه واقع شده‌است. سیراکوو ۲۰۰ نفر جمعیت دارد.